# موچیوتسی
موچیوتسی (به صربی: Močioci) یک روستا در صربستان است که در ایوانئیتسا واقع شده‌است.
 موچیوتسی ۴٫۶۲ کیلومتر مربع مساحت و ۱۱۲ نفر جمعیت دارد.